# Masashi Ozaki
Masashi „Jumbo“ Ozaki (japanisch 尾崎 将司, Ozaki Masashi; * 24. Januar 1947 in Shishikui (heute: Kaiyō), Präfektur Tokushima, Japan) ist der erfolgreichste Profigolfer der Japan Golf Tour. Er ist besser bekannt als Jumbo Ozaki, wegen seiner Körpergröße (1,81 Meter/90 kg) und seines langen Abschlages.

## Leben und Wirken
Ozaki Masahi war ursprünglich professioneller Baseballer, und zwar Pitcher von 1965 bis 1967, entschied sich aber im Alter von 23 Jahren für den Golfsport und gewann die Japan Pro Golf Championship im darauf folgenden Jahr.
Jumbo gewann die Geldrangliste der Japan Golf Tour elfmal, holte sich dort 94 Turniersiege und hat bisher fast 20 Mio. € an Preisgeldern eingespielt. Außerhalb Japans war er allerdings bei weitem nicht so erfolgreich, mit lediglich zwei Erfolgen bei kleineren Events. Er trat zwar 18-mal beim Masters an, konnte aber nur 1973 einen 8. Platz erreichen, beim US Open belegte Ozaki 1989 einen 6. Rang als beste Platzierung. Trotzdem ist Jumbo in den USA eine durchaus populäre Figur, obwohl er der englischen Sprache nicht gerade zugetan ist.
Seine Brüder Naomichi (besser bekannt als "Joe" Ozaki) und Tateo sind ebenfalls Profigolfer, wobei Joe ähnlich populär ist wie Jumbo, während Tateo international kaum bekannt ist.
Ozaki ist altersmäßig längst startberechtigt für Seniorenturniere, spielt aber noch immer regelmäßig auf der Japan Golf Tour.

## Japan Golf Tour Geldranglisten-Siege
- 1973, 1974, 1977, 1988, 1989, 1990, 1992, 1994, 1995, 1996, 1997, 1998.